# Villa romaine du Casale
Pour les articles homonymes, voir Casale.
La villa romaine du Casale est une villa antique située à 5 kilomètres au sud de la ville de Piazza Armerina, en Sicile. Sa construction a débuté à la fin du IIIe siècle. Elle compte une trentaine de pièces décorées de 3 500 m2 de mosaïques. Occupée jusqu'en 1160, elle est alors ravagée par un incendie et disparaît sous un glissement de terrain. Redécouverte en 1812, la villa est fouillée à partir de 1929. Elle est inscrite au patrimoine mondial de l'Unesco depuis 1997.

## Une villa du Bas-Empire
La villa occupait probablement le centre d'un immense domaine couvrant les environs. Elle semble avoir gardé cette fonction durant 150 ans, ou moins, pour ensuite devenir le centre du village de Platia, dont le nom dérive de palatium (palais). Elle a été endommagée sous la domination des Vandales et des Wisigoths, mais est restée habitée, au moins partiellement, durant les époques byzantine et arabe. Couverte par un glissement de terrain au XIIe siècle, elle est abandonnée et les habitants du village s'installent à Piazza Armerina. Il semble qu'un habitat rural, souvent modifié, ait persisté à l'emplacement de la villa disparue, d'où le nom de Casale (« groupe de maisons rurales », « hameau ») que porte le site.
Longtemps attribuée à Maximien Hercule, collègue de Dioclétien dans la Tétrarchie, il est aujourd'hui admis que son commanditaire était probablement membre du Sénat et peut-être même de la famille impériale, mais son nom reste inconnu. Le propriétaire pourrait avoir été Lucius Aradius Valerius Proculus, gouverneur de la Sicile entre 327 et 331, puis consul en 340. Les jeux qu'il avait organisés à Rome en 320, alors qu'il était préteur, avaient été spectaculaires et étaient restés fameux : il se peut que les scènes particulièrement réalistes de la Grande Chasse aient été inspirées par cet événement. Un autre propriétaire de la villa, vraisemblablement Nicomaque Flavien, y fit réaliser une seconde campagne de travaux, entre 380 et 400 environ, caractérisée par le déploiement de nouvelles mosaïques, notamment celle qui représente une course de chars au Circus maximus et celles qui glorifient Orphée, Arion ou encore Hercule.
Les mosaïques polychromes, qui couvrent une surface totale de 3 500 m2, illustrent une grande diversité de sujets : scènes de chasse, jeux du cirque, mythologie, scènes de la vie quotidienne, etc. Ces mosaïques sont considérées par l'Unesco comme « les plus belles encore en place dans tout le monde romain », « exceptionnelles tant par leur qualité artistique que par leur inventivité et leur étendue. »
La villa ne comporte qu'un rez-de-chaussée mais adopte le relief du terrain sur trois niveaux différents. Les pièces sont organisées autour du péristyle.
Le site est identifié dès 1812 mais les premières fouilles sérieuses ne commencent qu'en 1929, avec Paolo Orsi qui met au jour la première mosaïque (Travaux d'Hercule). La fin des restaurations date de 1954. À ce jour[Quand ?], seules ont été fouillées les zones occupées par les maîtres ; les maisons des esclaves, les ateliers et les étables n'ont pas encore été localisées. Au début du XXIe siècle, les travaux de fouille sont toujours en cours, sous la direction de l'université La Sapienza de Rome.

### Thermes

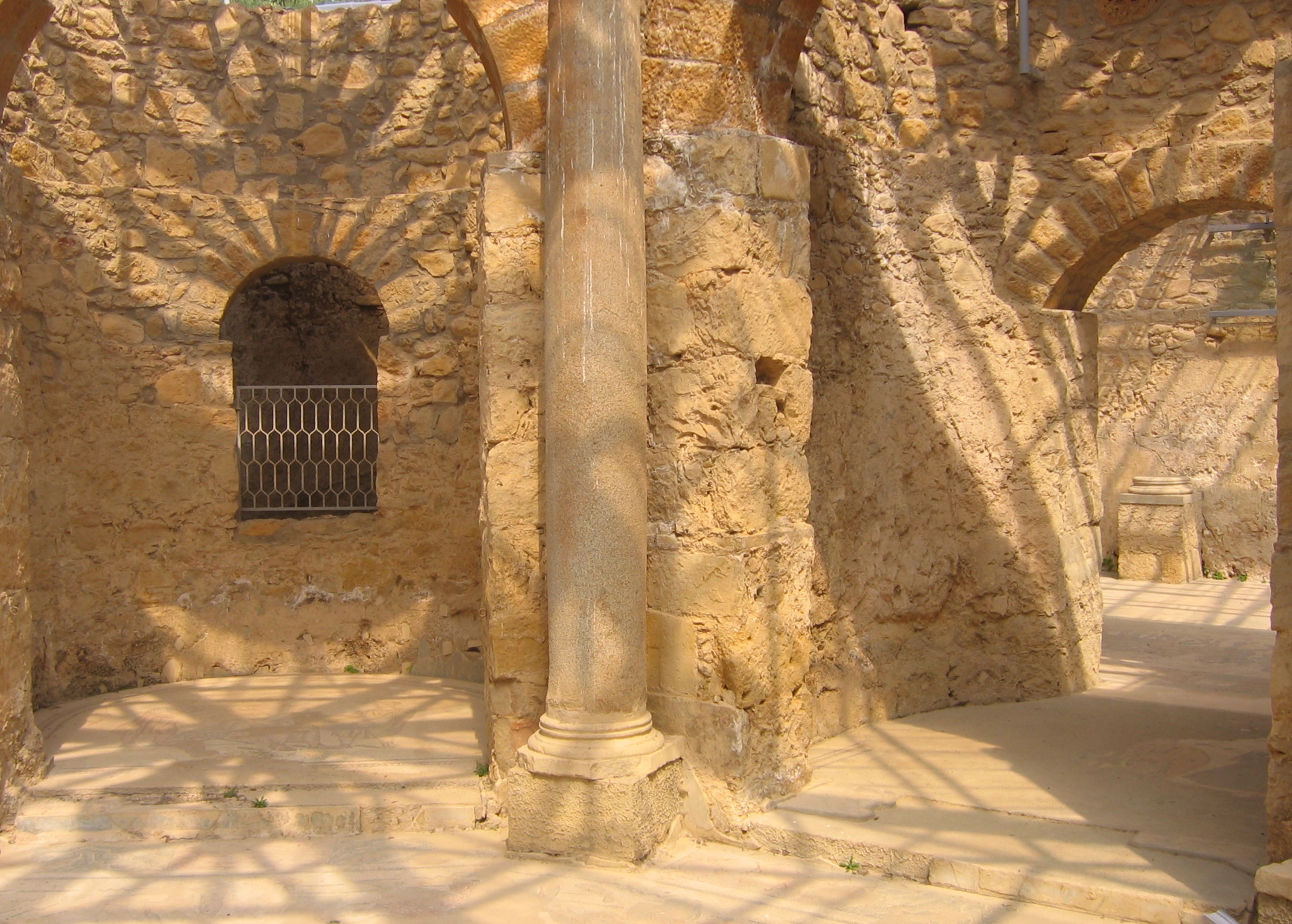
Frigidarium

Les thermes étaient alimentés en eau par un aqueduc et chauffés par le moyen de l'hypocauste, système de chauffage situé en dessous de la pièce, de façon à assurer une température d'environ 30 degrés. Le baigneur commençait par des bains de vapeur dans le caldarium, salle chaude équipée d'un hypocauste en sous-sol et dont l'air était chauffé par un foyer. Il passait dans le bain à température moyenne, ou tepidarium, avant d'entrer dans la salle des onctions, l'unctuarium, où il pouvait se faire masser : une mosaïque dépeint cette pratique grecque qui utilisait le strigile. Il parvenait ensuite au frigidarium, ou cella frigidaria, pièce non chauffée équipée d'un bassin pour le bain froid, de plan circulaire et décorée d'une mosaïque représentant une scène marine. Après quoi, il se rendait dans la piscine pour la natation.

### Entrée
L'entrée comprend une cour polygonale et un vestibule.

### Péristyle
Le péristyle est un élément essentiel de l'architecture des villas romaines : à la villa du Casale, ses dimensions sont de 38 mètres sur 18 mètres.

## Pièces principales de la villa
Des mosaïques ornent le sol des différentes salles. Elles consistent soit en médaillons, comme dans la chambre des maîtres (sujets amoureux) ou dans le couloir entourant le péristyle (têtes d'animaux), soit en de grandes compositions narratives pouvant couvrir plusieurs dizaines de mètres carrés et représentant des épisodes mythologiques et des scènes de chasse. Elles peuvent aussi présenter des groupes de personnages participant à une même activité (jeunes femmes sportives) ou appartenant à une même famille.
- Ambulacre de la Grande Chasse : salle rectangulaire de 66 mètres de long couvrant 350 m2. Elle représente la capture d'animaux sauvages — lions, tigres, gazelles, autruches, éléphants, hippopotames, sangliers — transportés par chariot puis montés dans une galère, évidemment destinés aux venationes de l'amphithéâtre[4].
- Palestre ou salle du Cirque : les mosaïques représentent le Circus Maximus de Rome.
- Salle de la Danse
- Salle des Quatre Saisons
- Salle de la Petite Chasse : différents épisodes d'une partie de chasse, commençant par le départ des chasseurs avec leurs chiens, l'invocation à Diane, la capture de lièvres, un banquet au centre et un épisode sanglant avec un sanglier [5].
- Salle des Amours pêcheurs : amours en train de pêcher avec divers instruments.
- Chambre des jeunes filles en bikini : neuf jeunes filles (de l'une ne subsistent que les jambes nues) portant un bandeau autour des seins et une petite culotte (tenue féminine d'athlétisme et non de bain, pour lequel la nudité semble avoir été de rigueur) s'exercent à diverses activités sportives (saut avec haltères, lancer du disque, course, jeu de balle...) ; la gagnante est récompensée par l'arbitre, dixième jeune fille drapée de l'himation[6].
- Triclinium, salle à manger : illustrée par les douze travaux d'Hercule.
- Salle d'Arion
- Salle du mythe d'Orphée
- Chambre des enfants vendangeurs
- Chambre des musiciens et des acteurs
- Vestibule d'Éros et de Pan
- Chambre des enfants chasseurs
- Vestibule d'Ulysse et de Polyphème
- Chambre de la scène érotique
- Chambre de la maîtresse de maison : mosaïque représentant Arion.
- Atrium ou boudoir.

Mosaïques et peintures de la villa
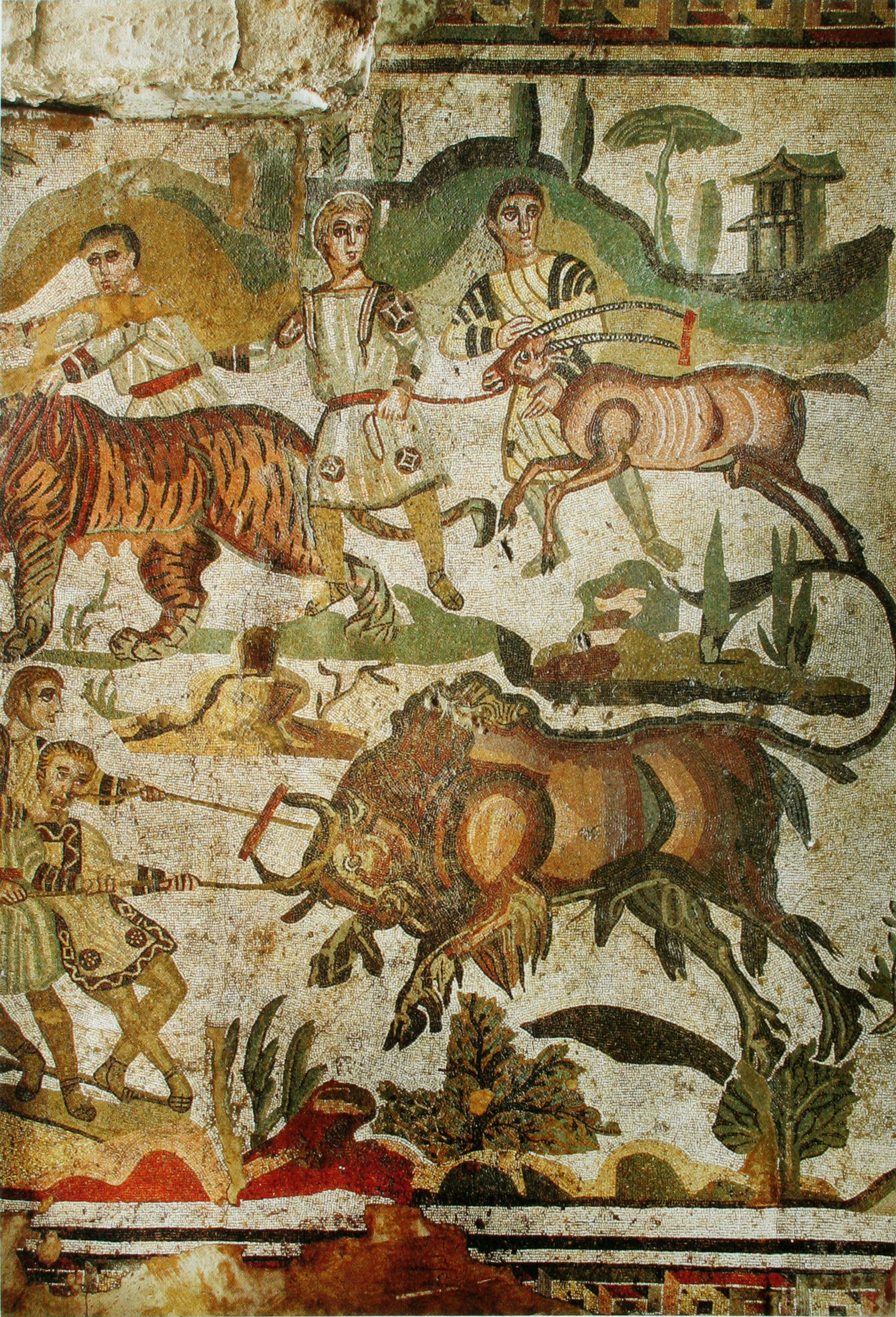
Mosaïque de la Grande Chasse.
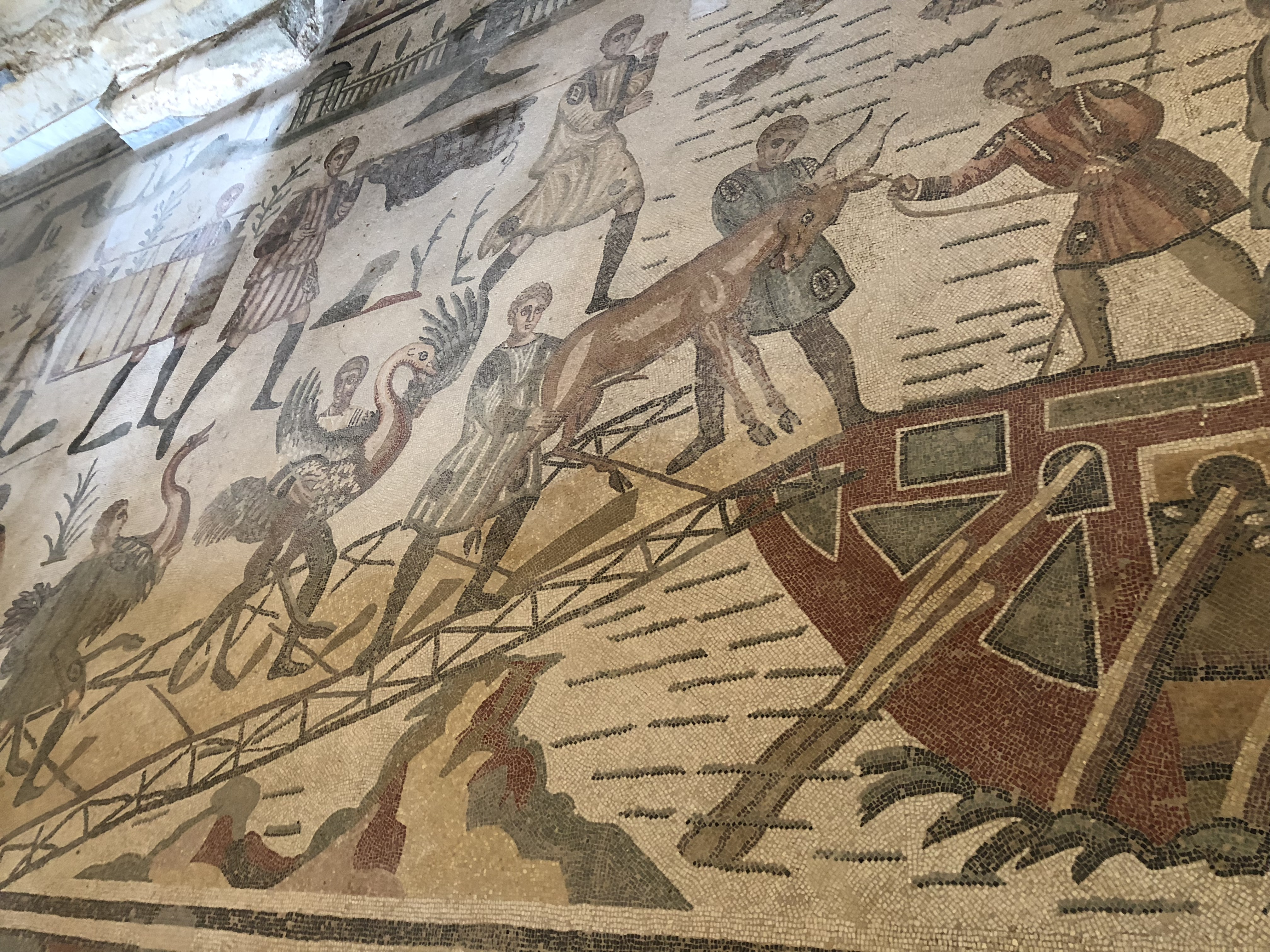
Les animaux sont chargés sur une galère pour être emmenés à Rome en vue des jeux du cirque.
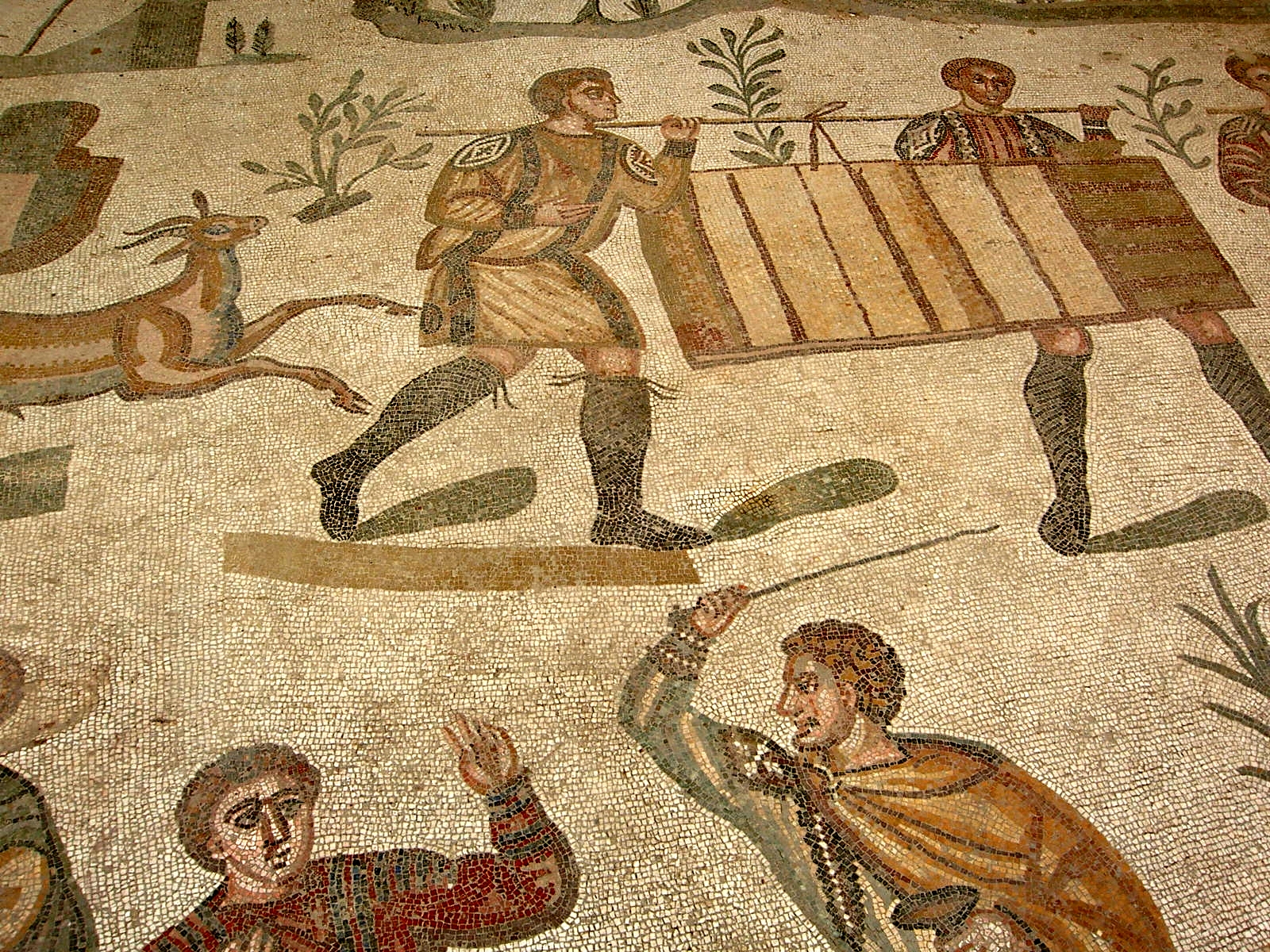
La chasse, mosaïque de style africain (critère stylistique des ombres portées).
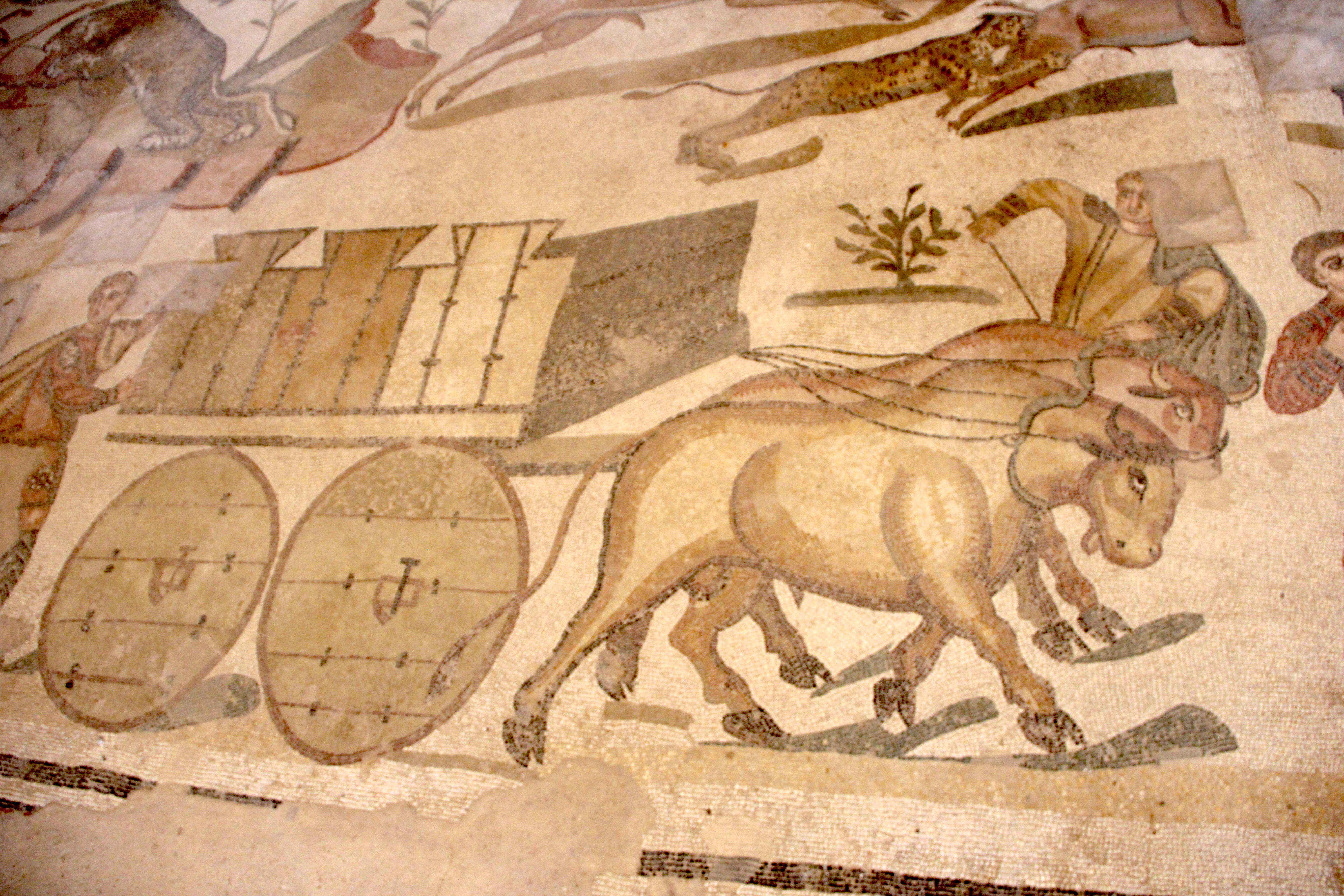
Chariot pour transporter le gibier capturé.
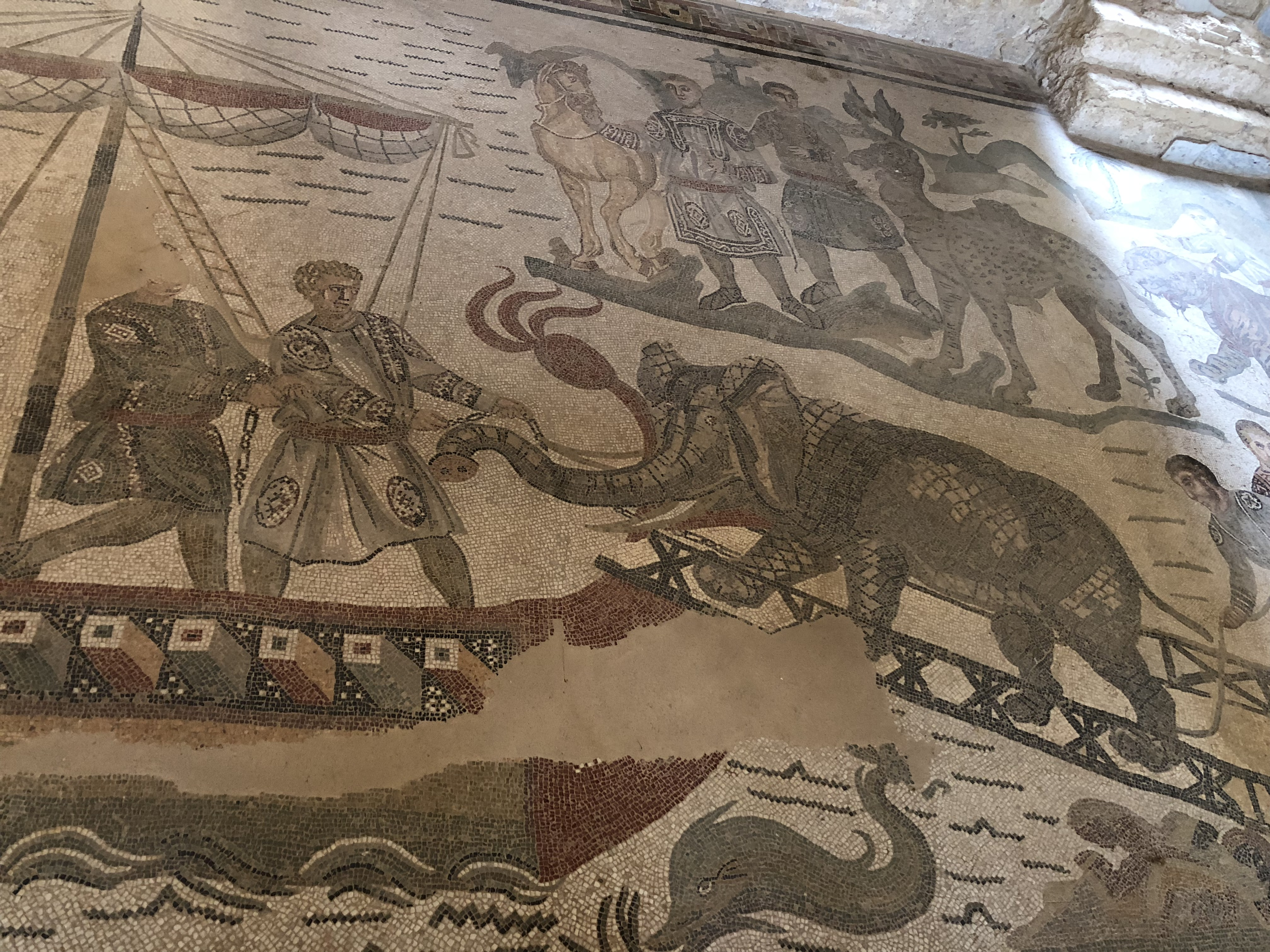
Chargement d'un éléphant sur une galère.
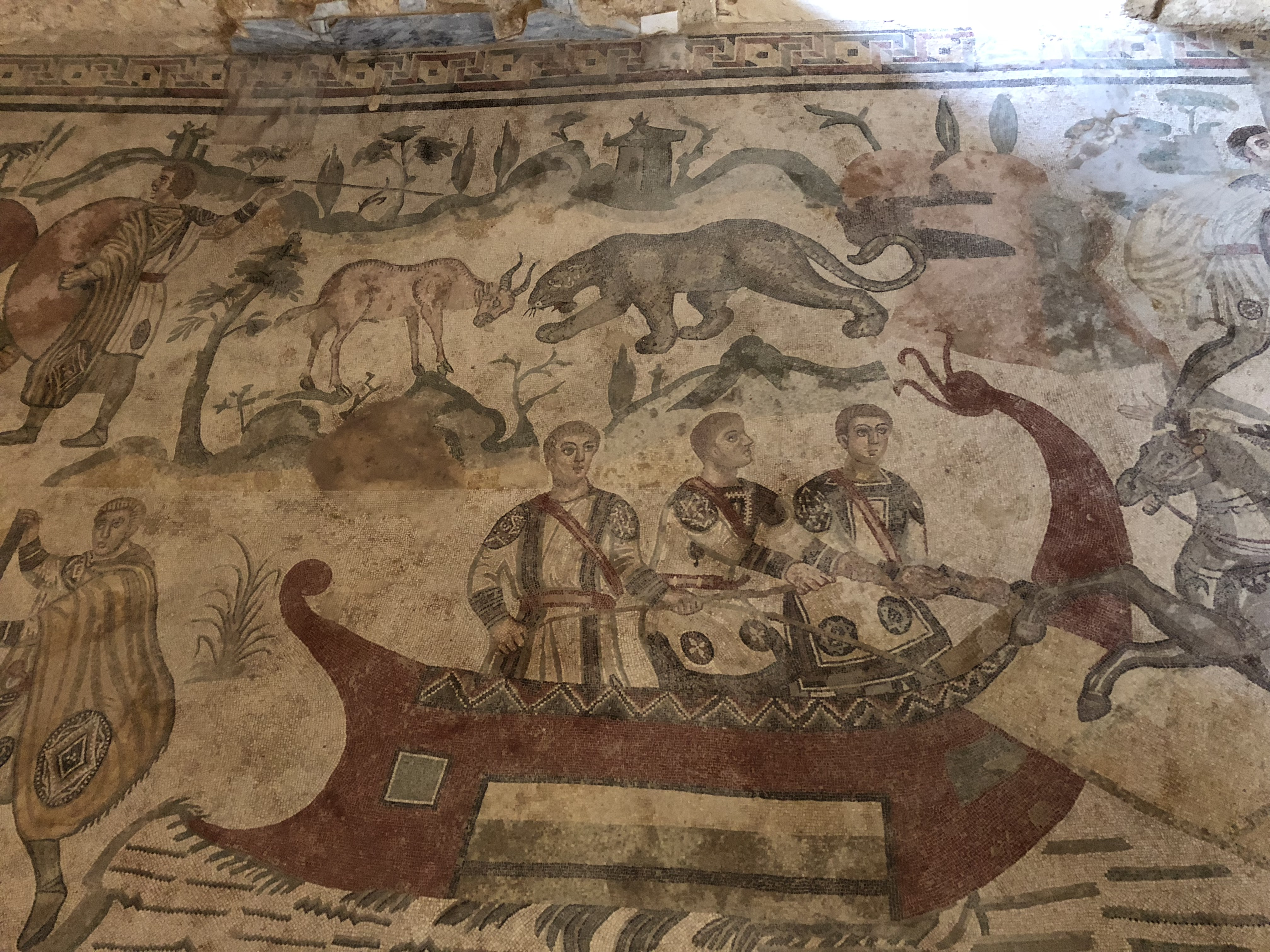
Hauts personnages supervisant la capture du gibier.
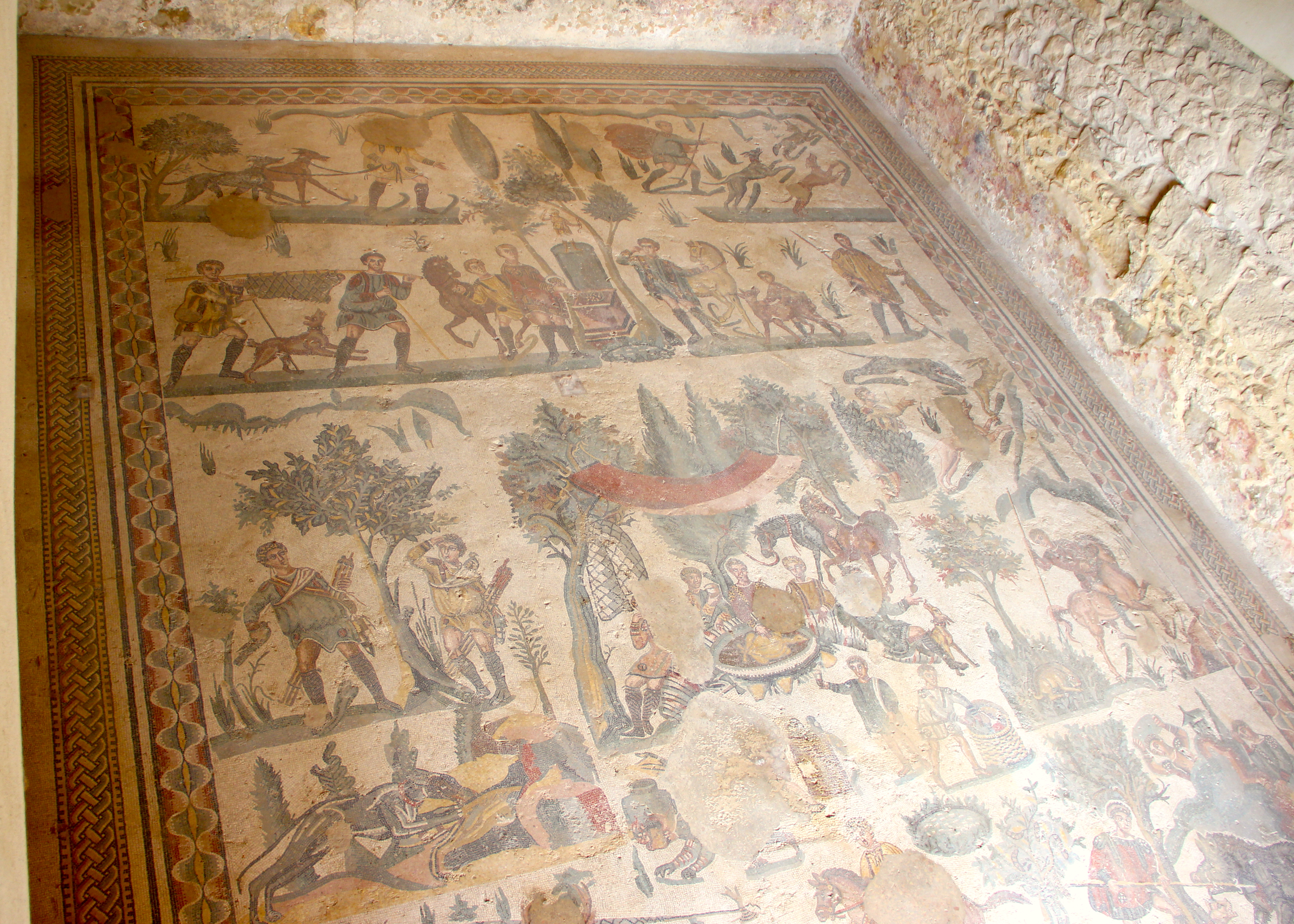
Vue d'ensemble de la salle de la Petite Chasse.
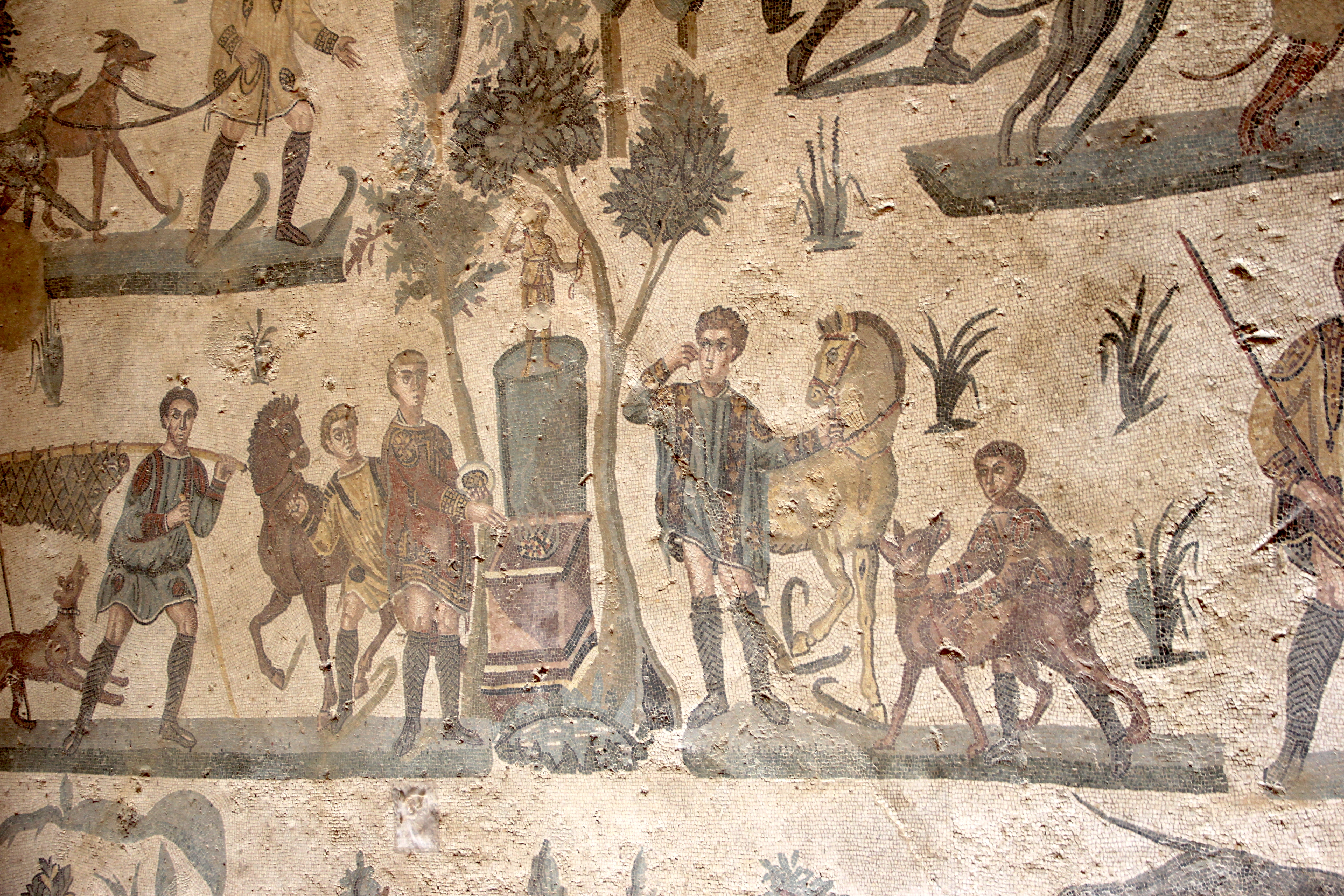
Offrande d'un sacrifice à Diane, déesse de la chasse.
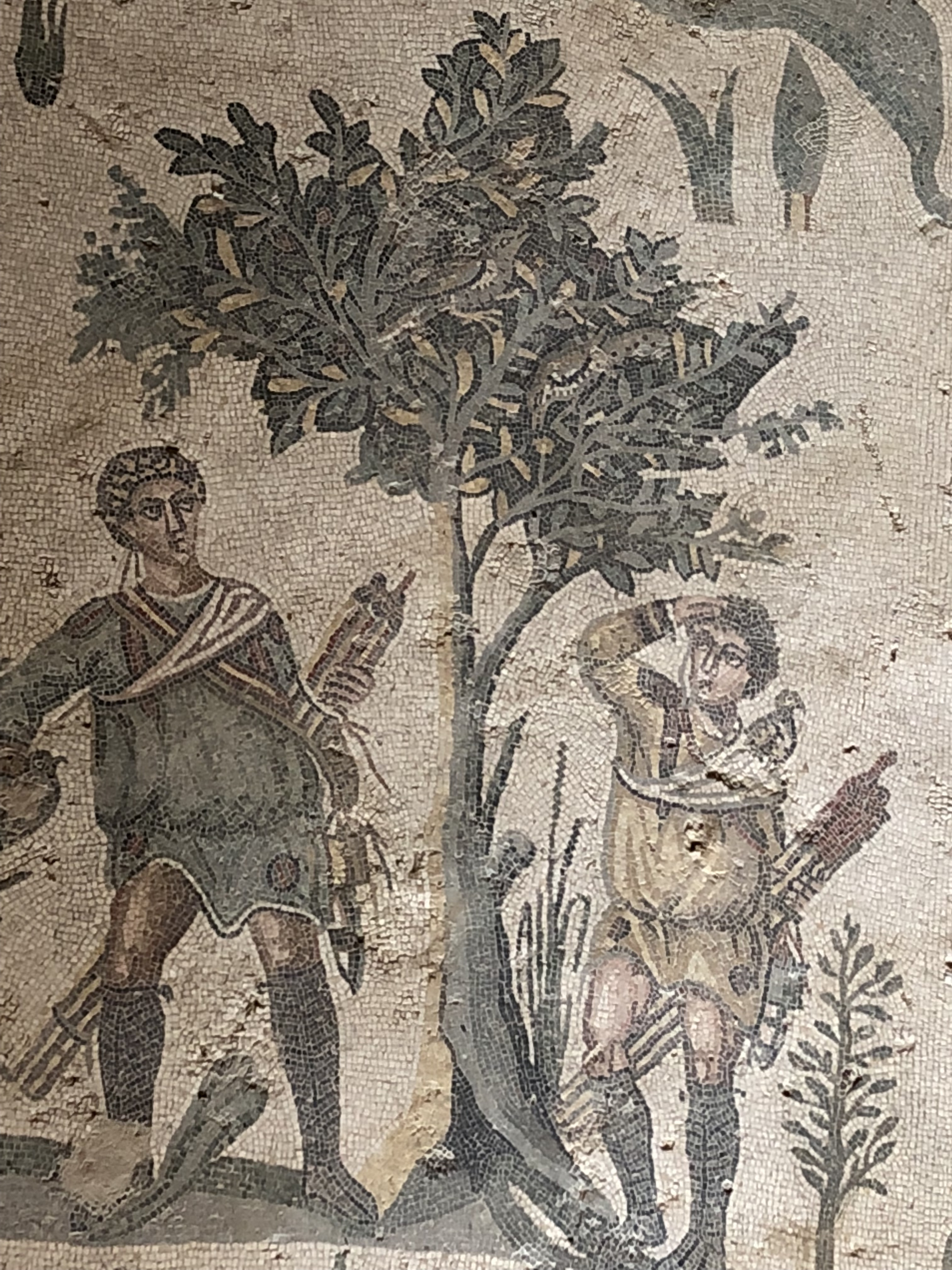
Des fauconniers cherchent des proies dans un arbre.
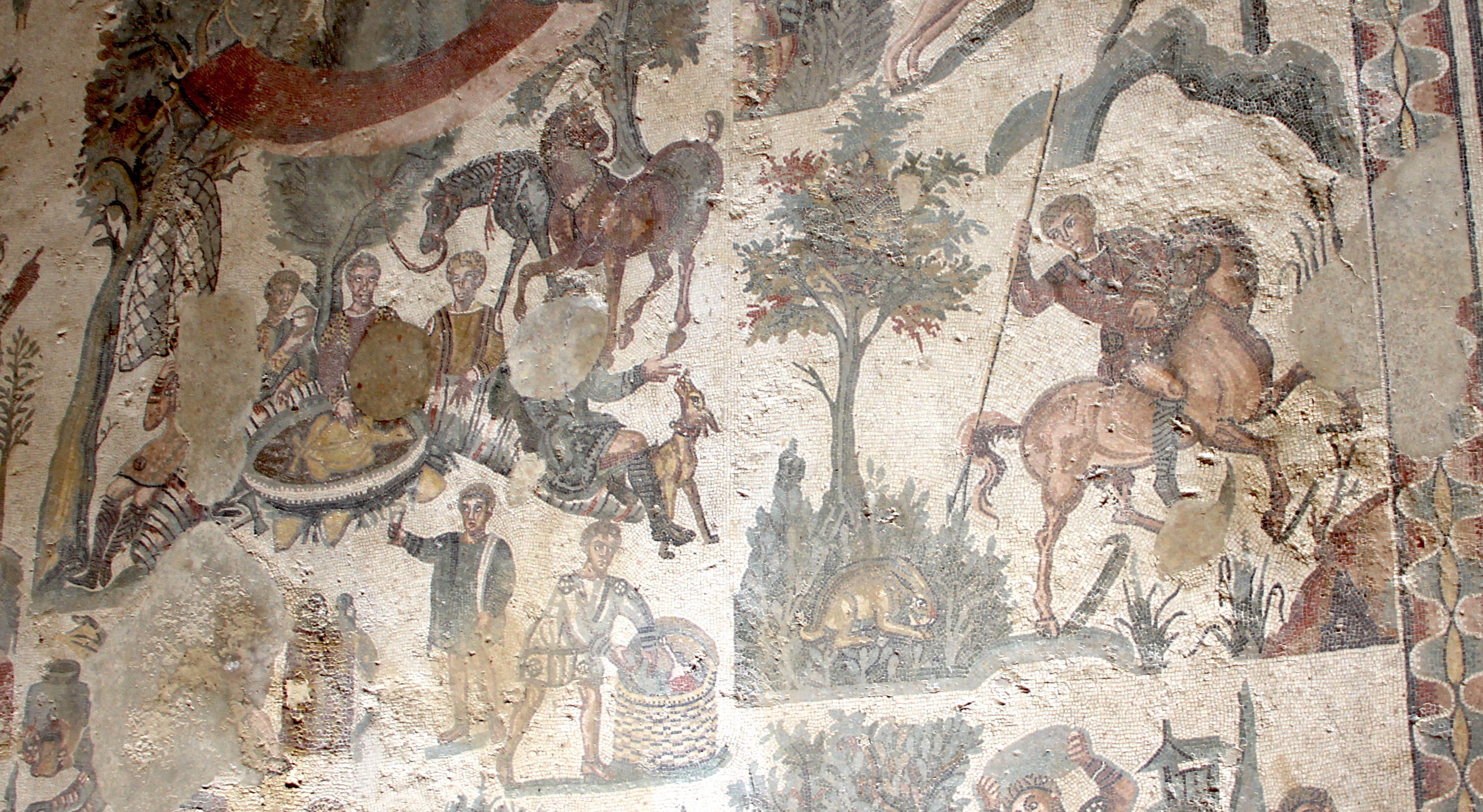
Banquet à gauche. Un chasseur débusque un lièvre.
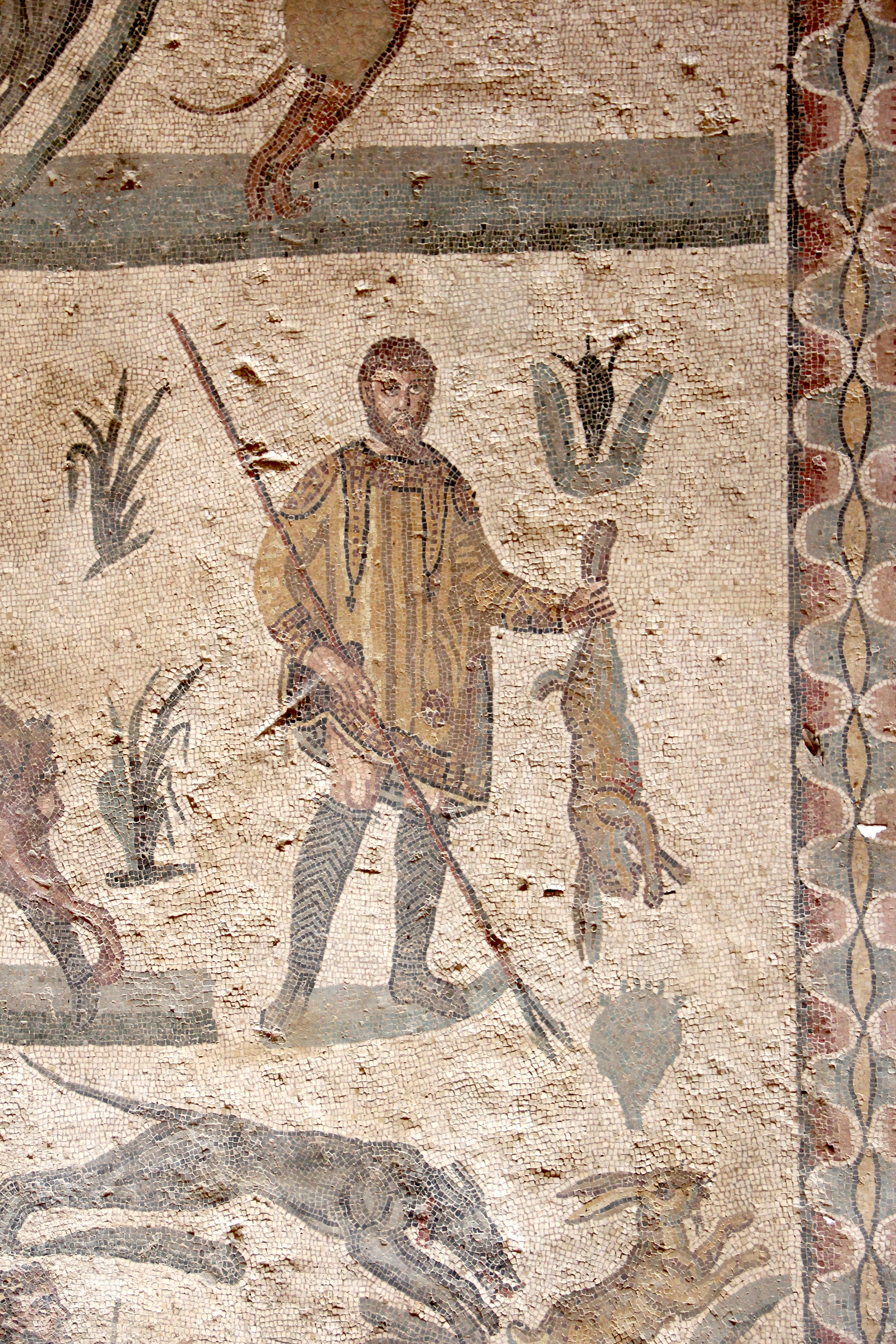
Un chasseur a pris un lièvre.
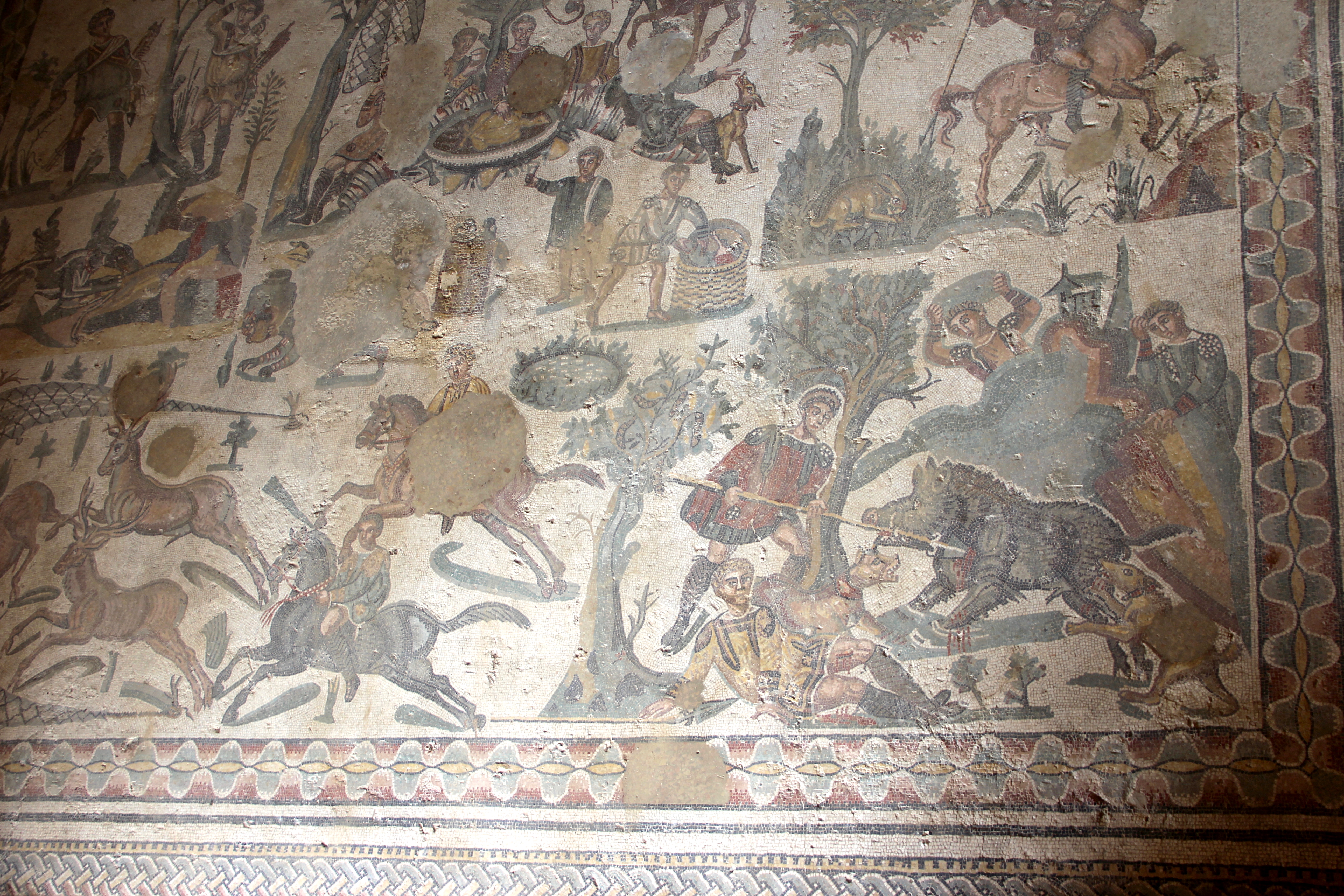
Un sanglier a blessé un des chasseurs.
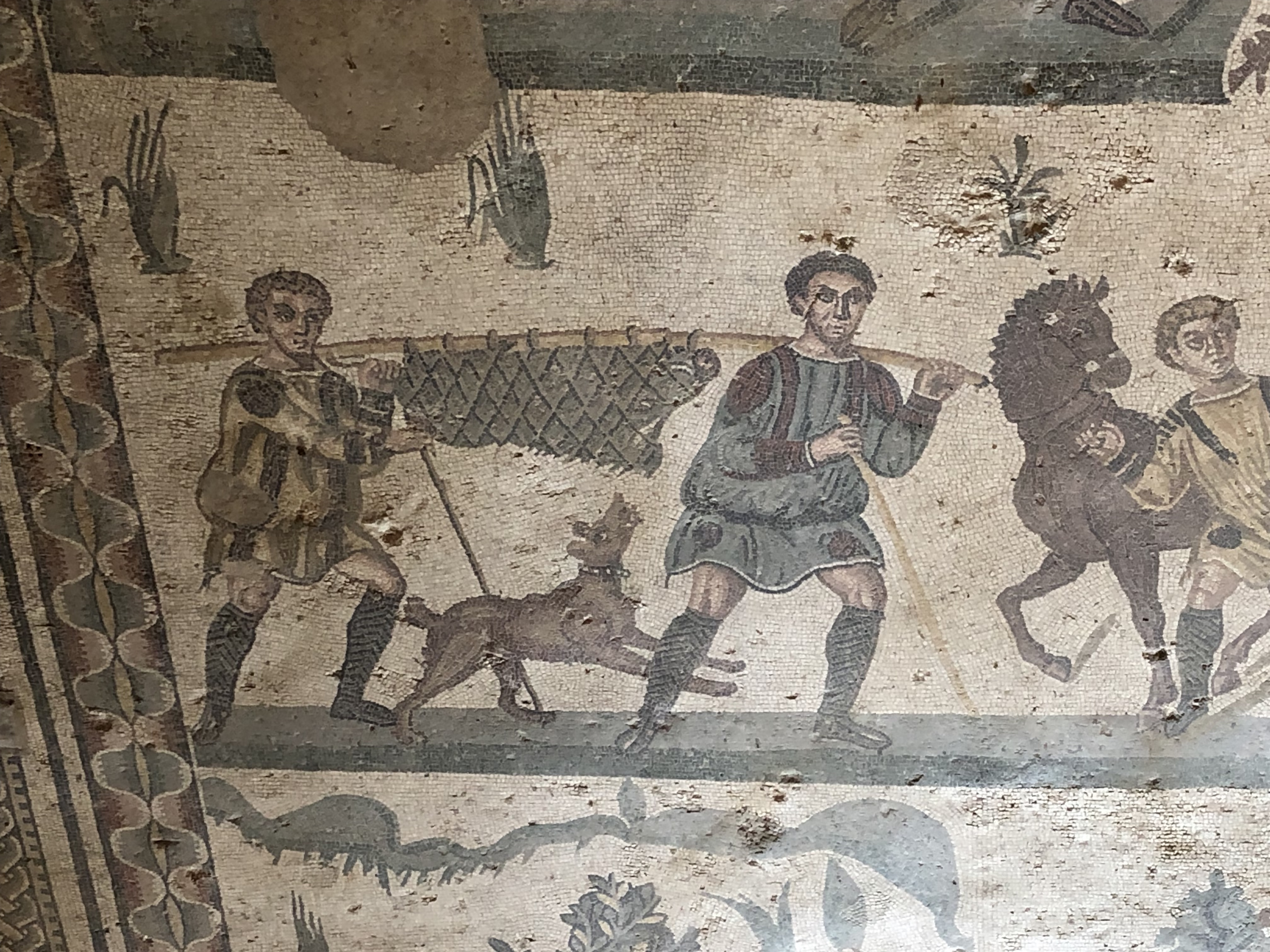
Chasseurs transportant un sanglier.
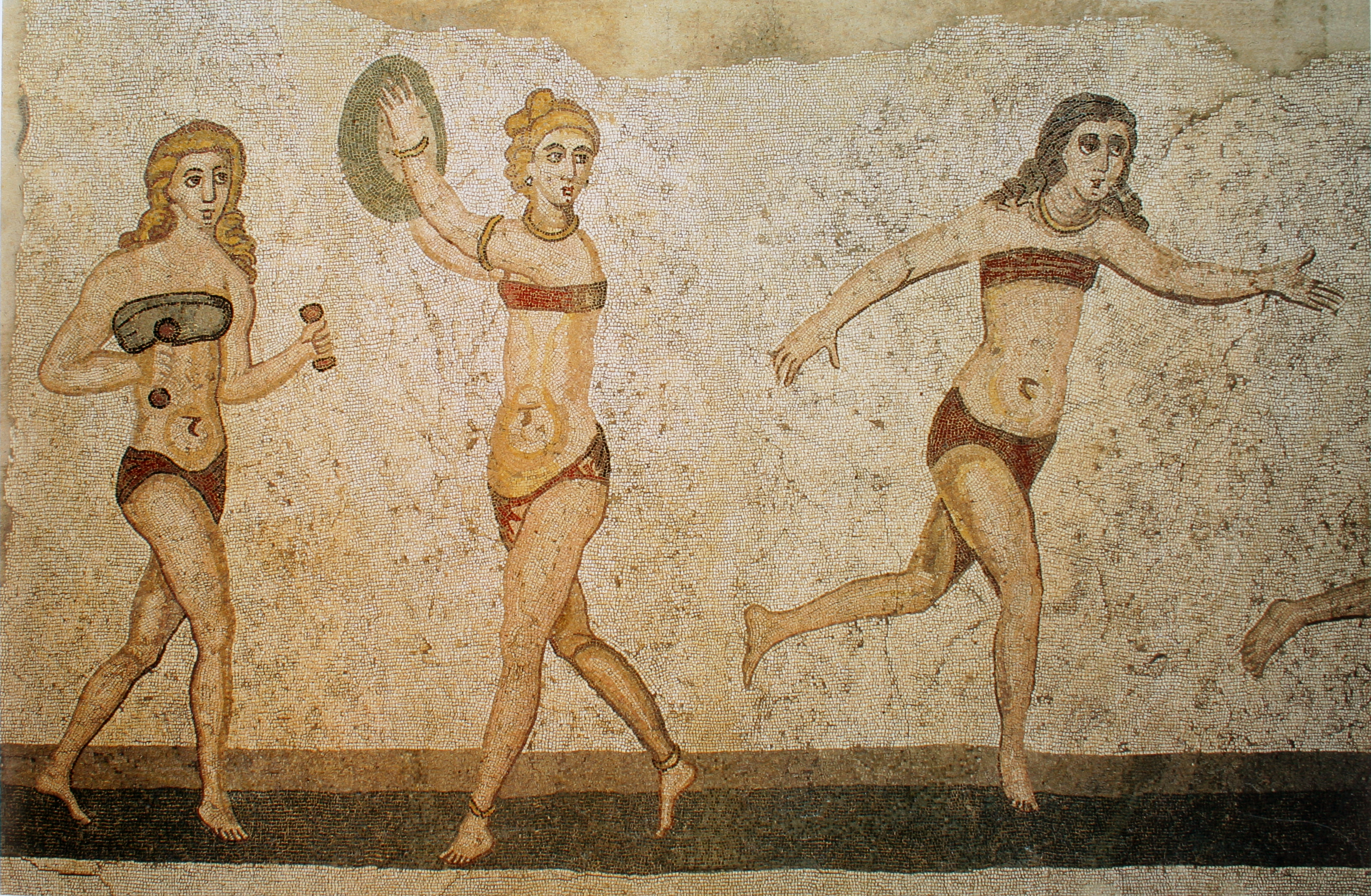
Mosaïque des jeunes femmes en bikini (le haut est un fascia pectoralis et le bas un subligaculum).
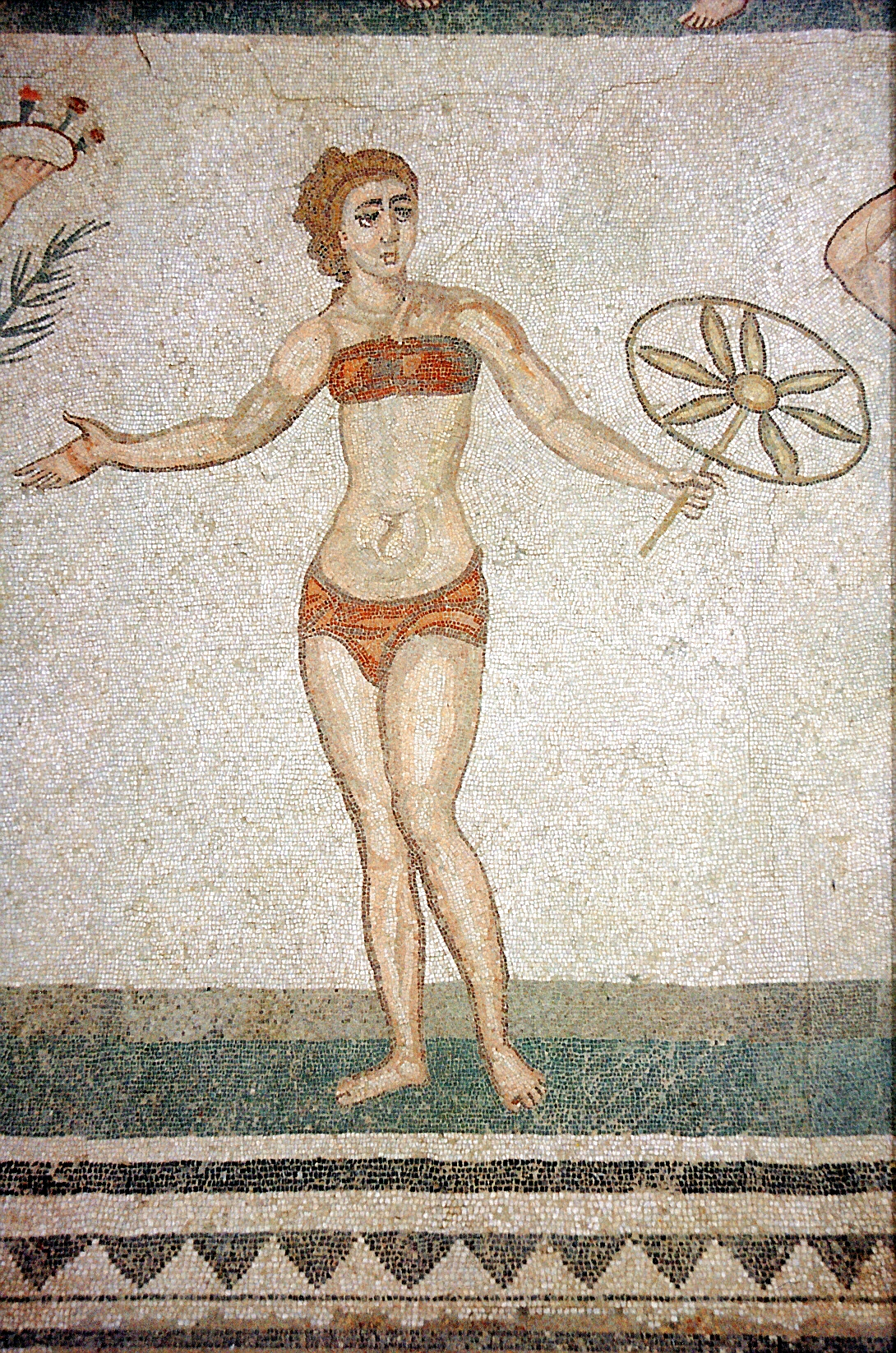
Exercices sportifs.
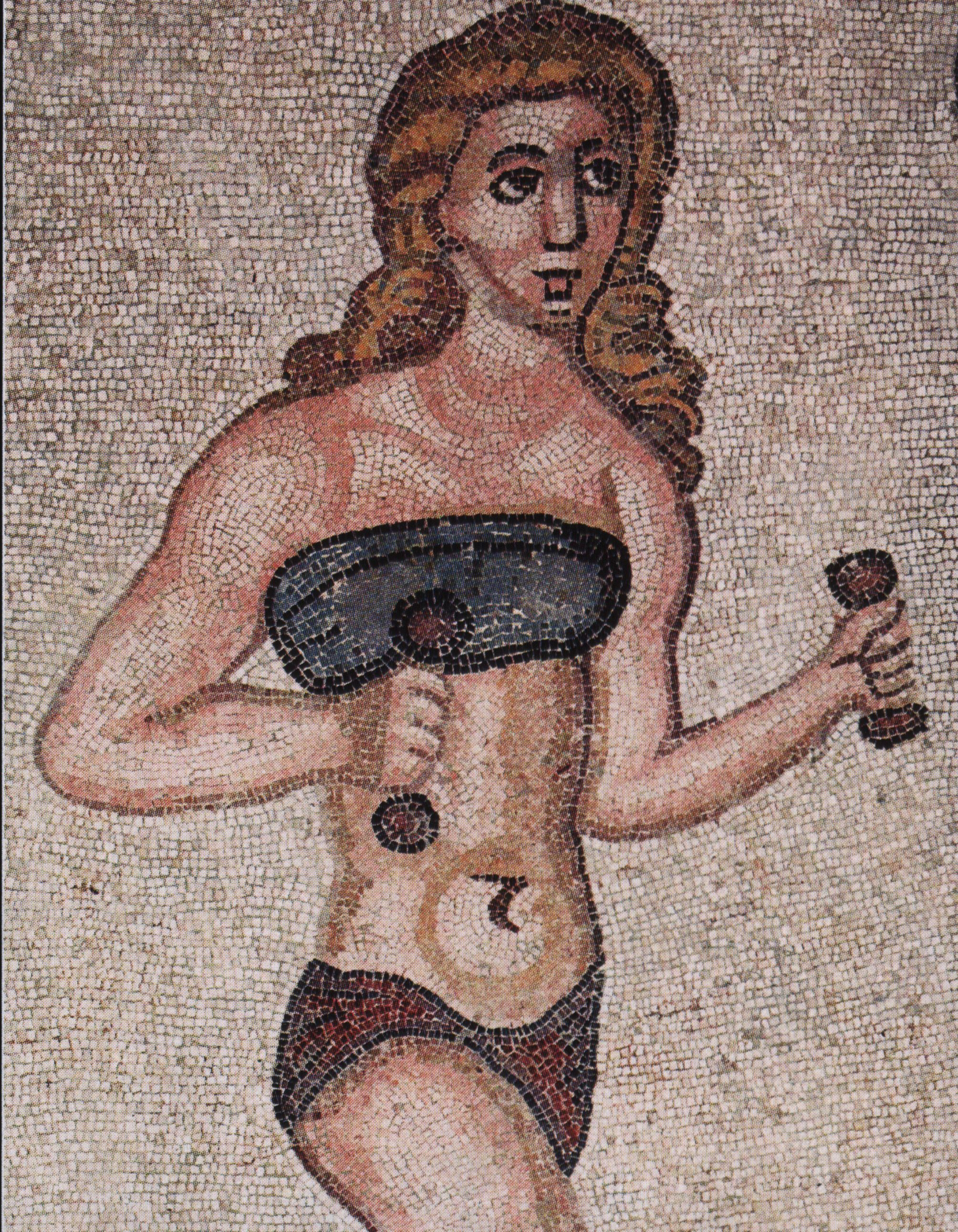
Jeune femme aux haltères.
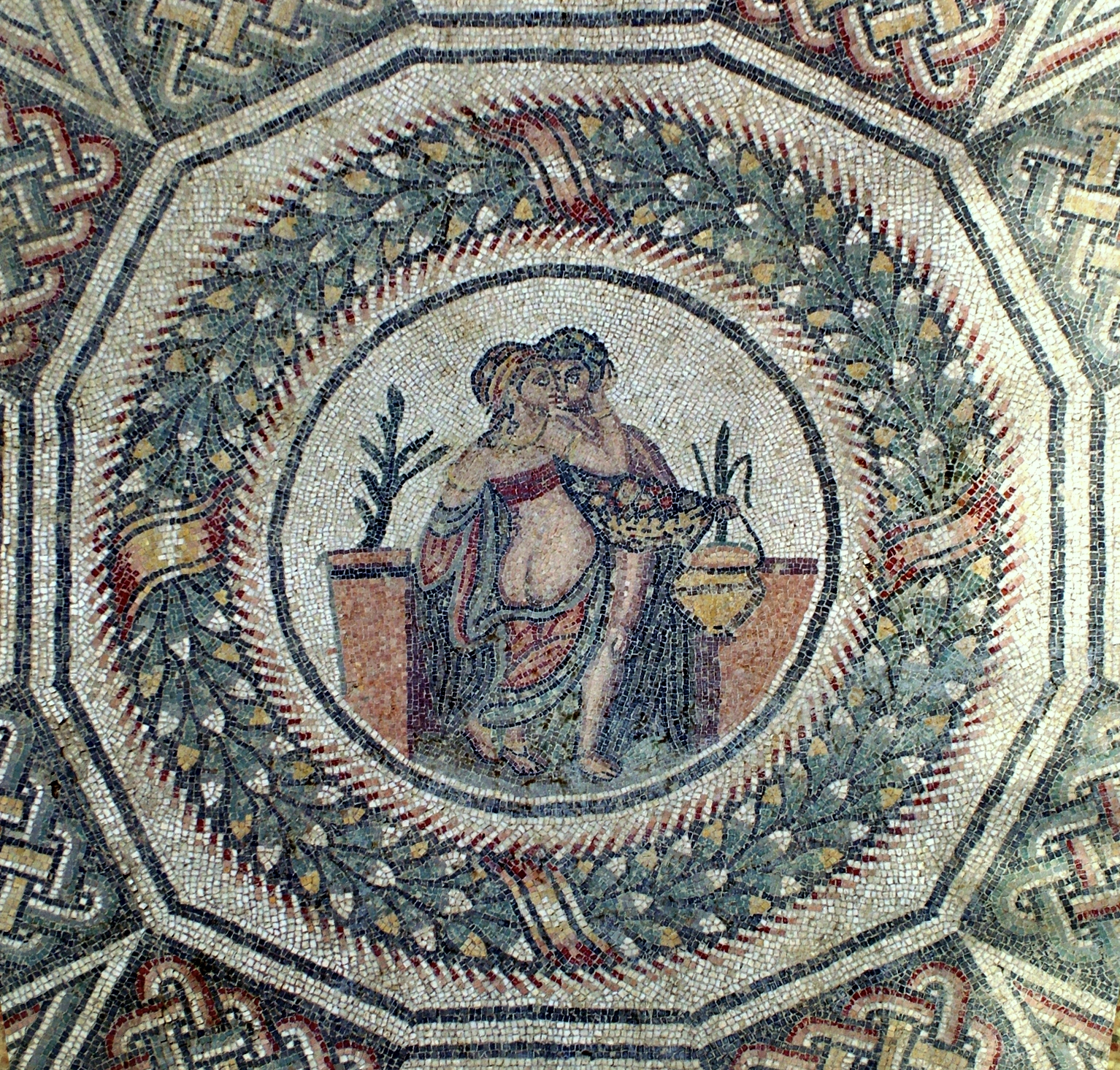
Sujets amoureux.
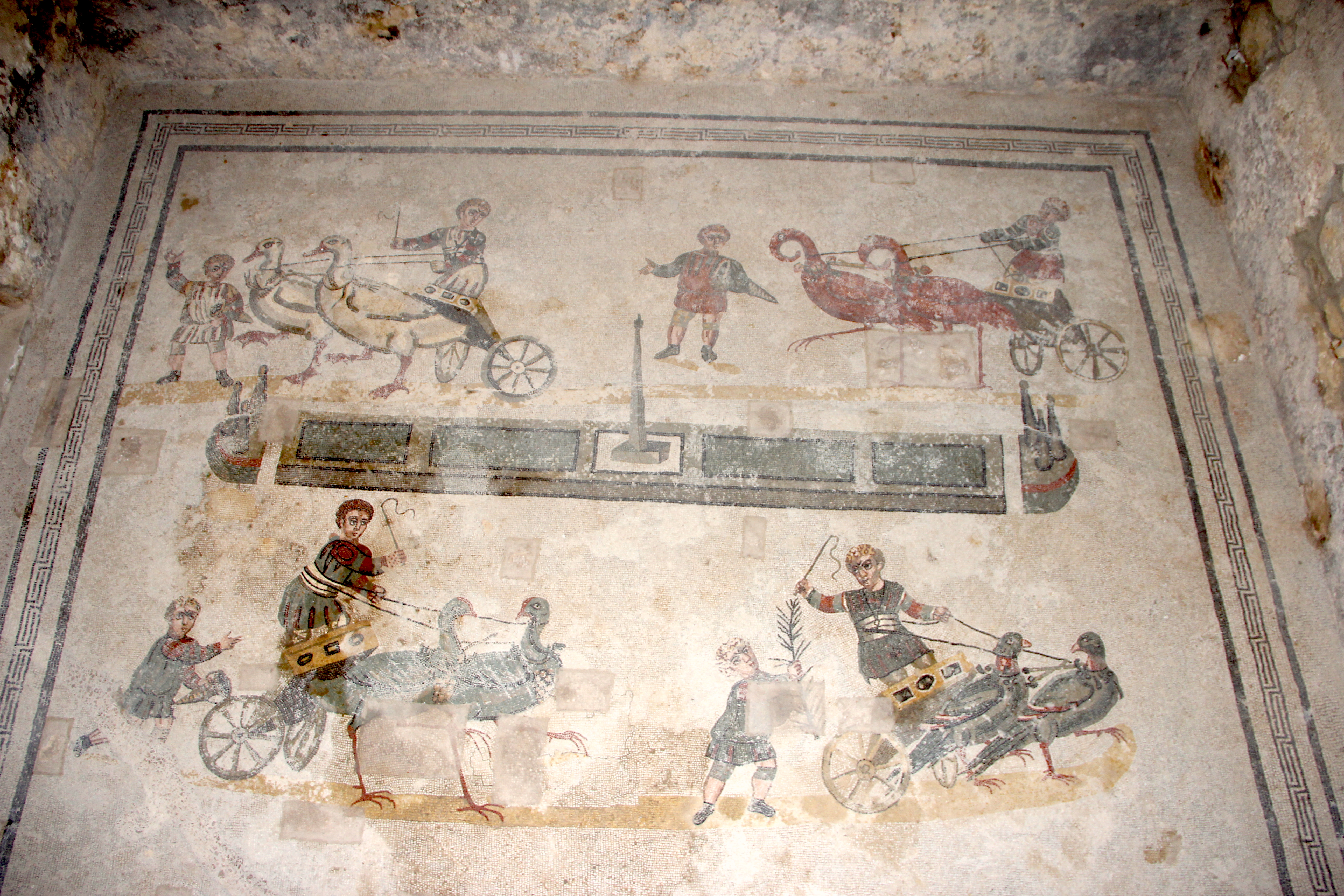
Petite salle du cirque. Circuit de course de biges conduits par des enfants.
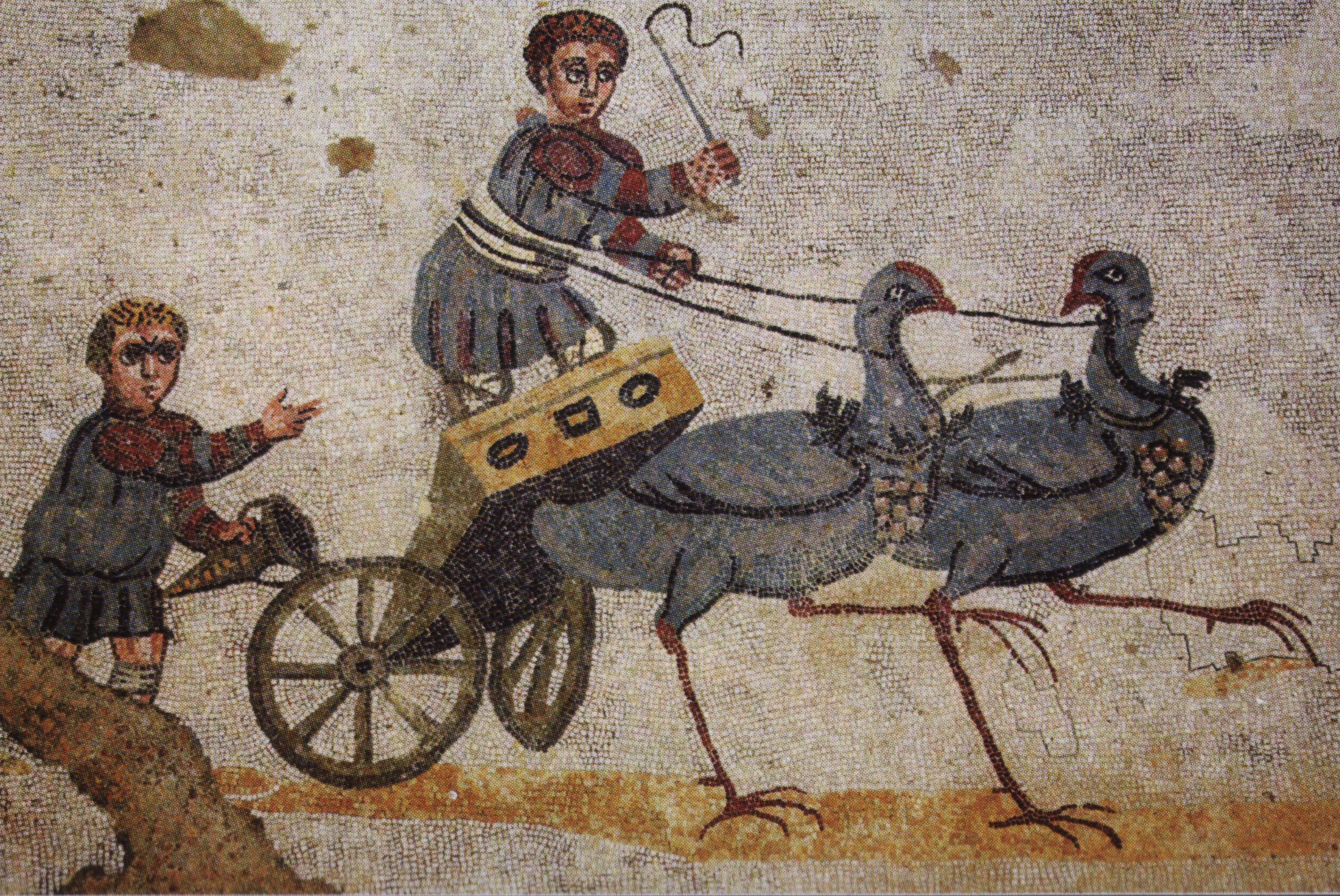
Enfant sur un bige tiré par des échassiers.
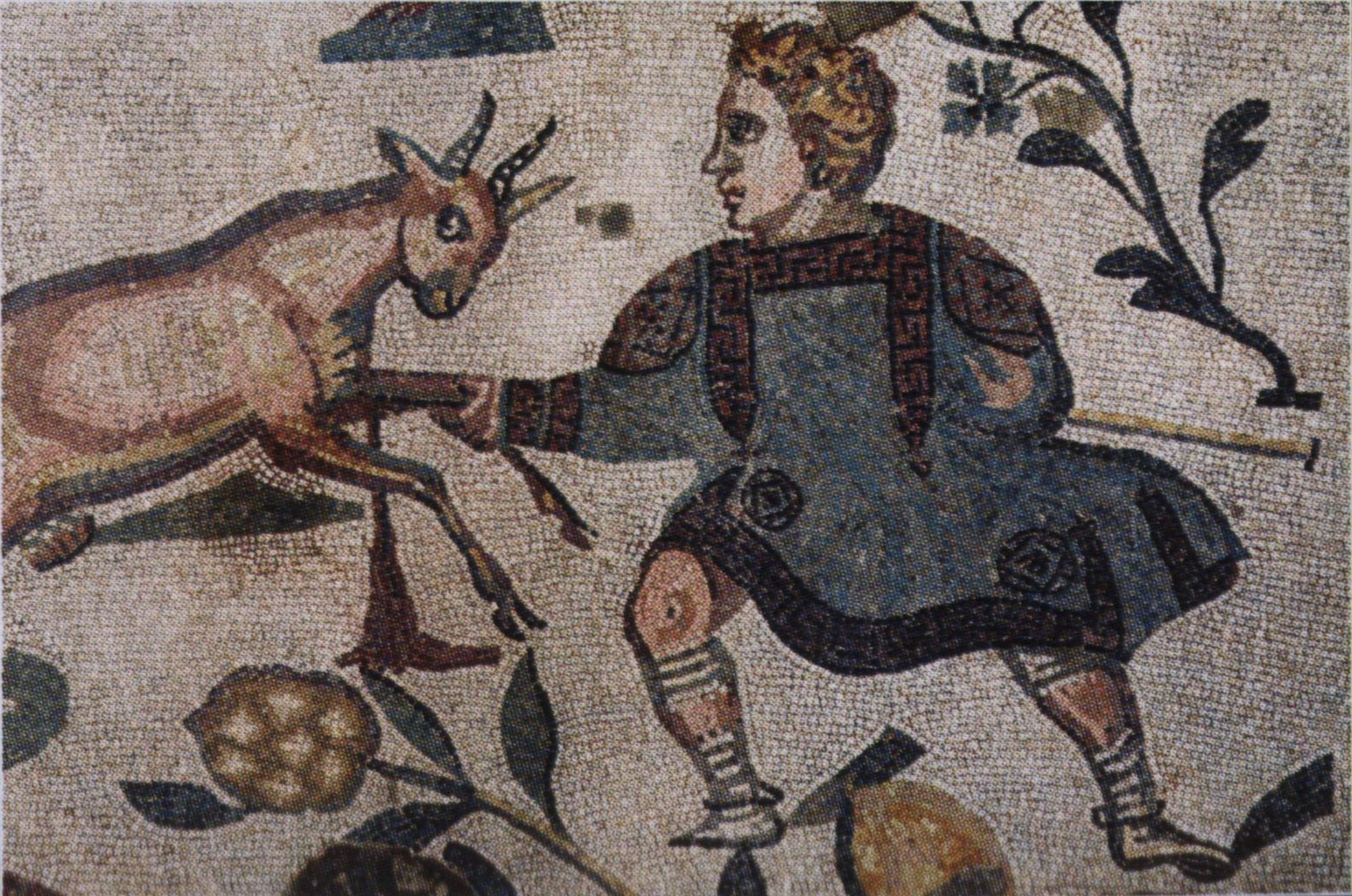
Enfant chassant une chèvre domestique.
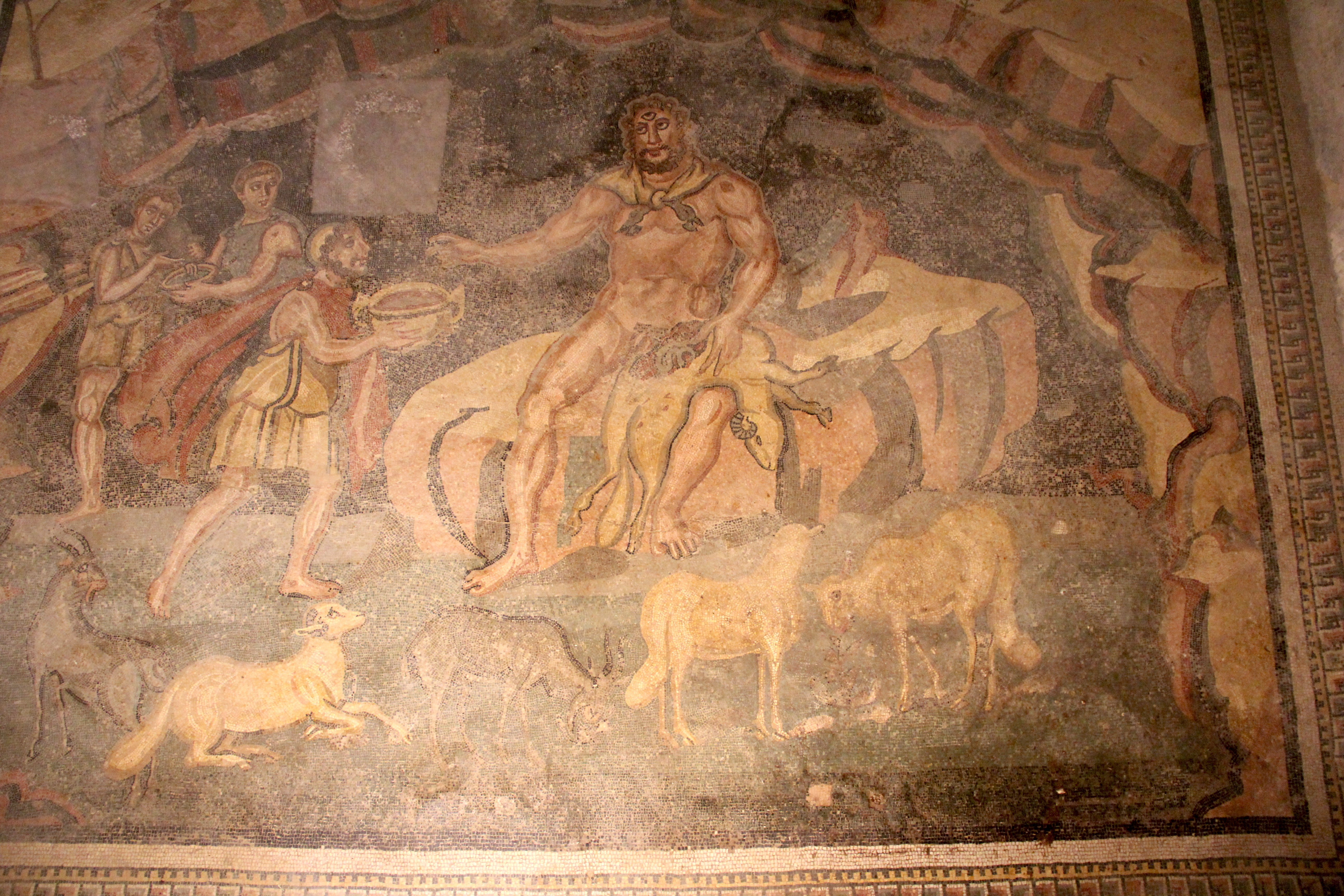
Ulysse offrant un soporifique à Polyphème (avec trois yeux au lieu d'un seul).
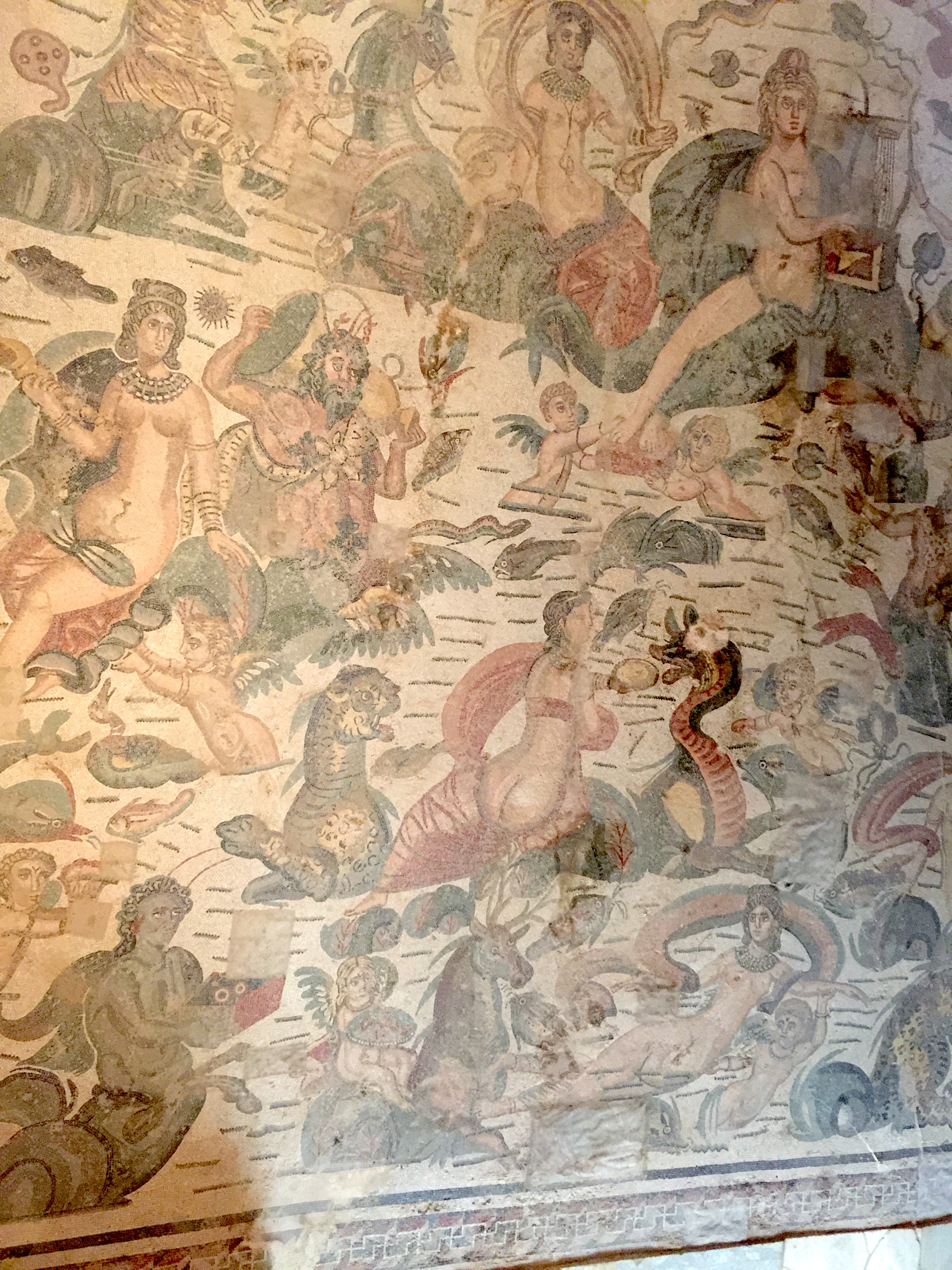
Scène de la légende d'Arion.
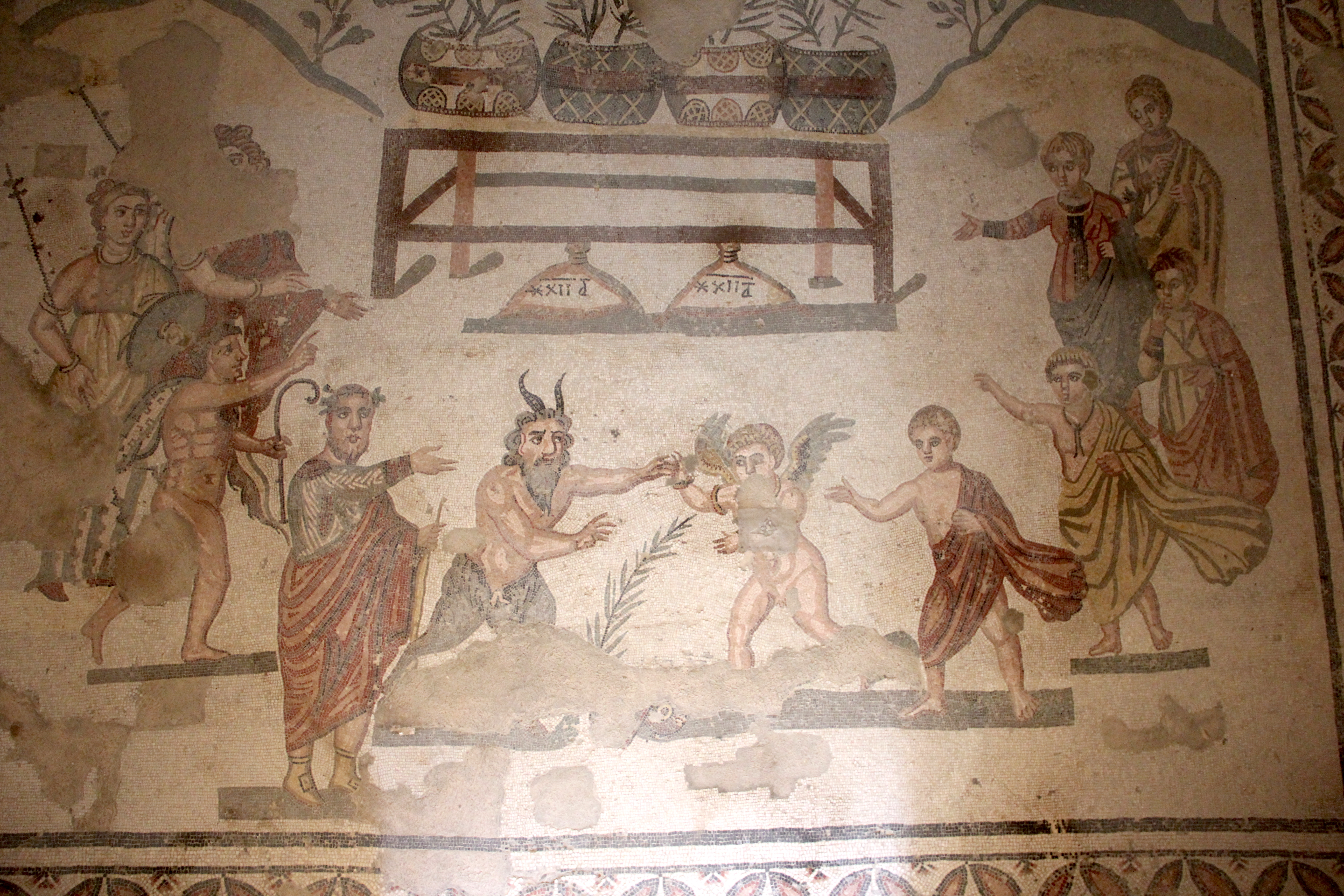
Pan en lutte avec Éros, tous deux appuyés par leurs partisans. Symbole du combat entre laideur et beauté.
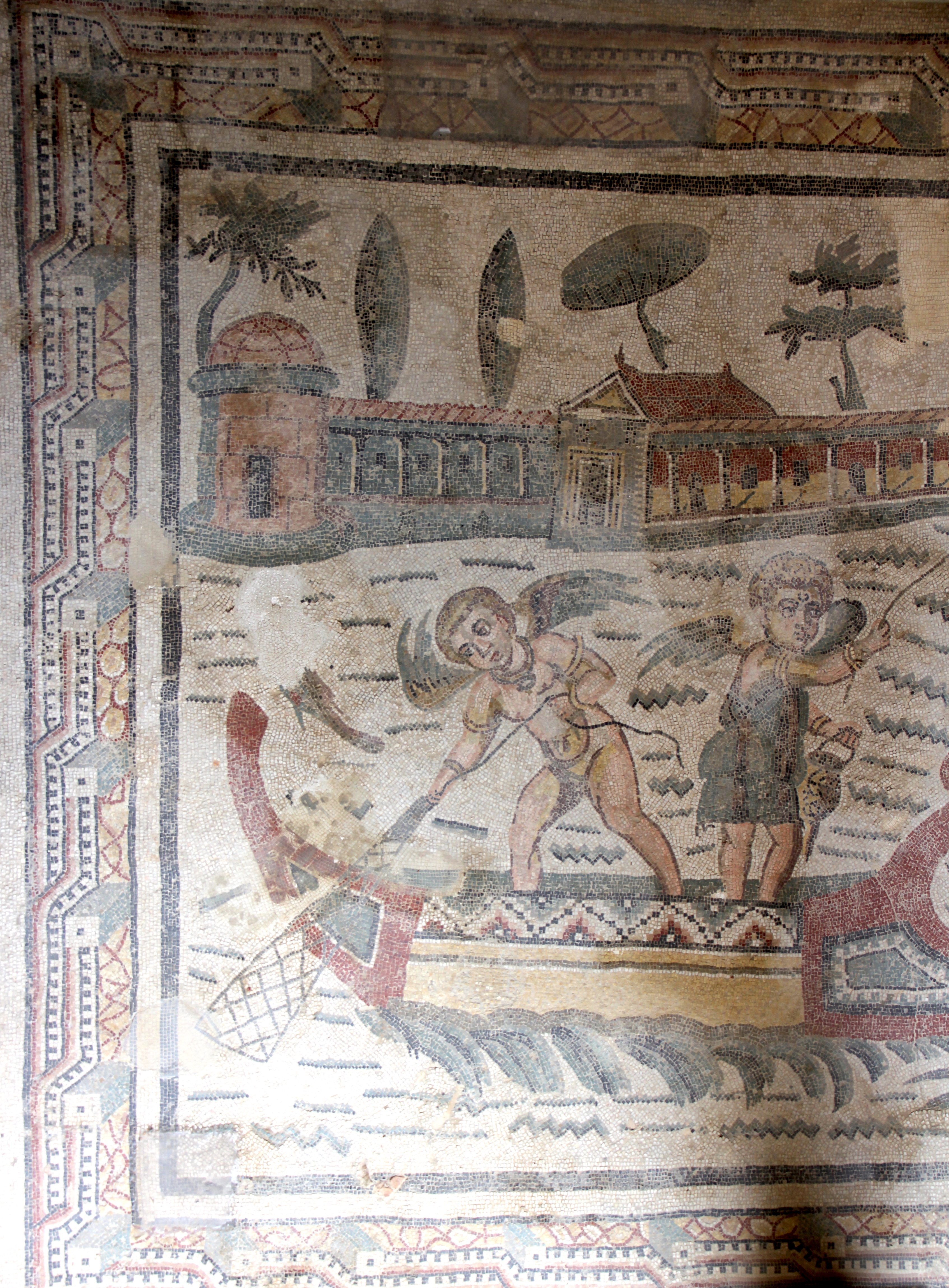
Atrium des Amours pêcheurs.

## La villa dans la culture
Un roman de Viviane Moore, Le Sang des ombres, met en scène la villa, peu avant sa destruction.